# Liste der Bodendenkmäler in Mühldorfer Hart
Auf dieser Seite sind die Bodendenkmäler in dem oberbayerischen gemeindefreien Gebiet Mühldorfer Hart zusammengestellt. Diese Tabelle ist eine Teilliste der Liste der Bodendenkmäler in Bayern. Grundlage ist die Bayerische Denkmalliste, die auf Basis des Bayerischen Denkmalschutzgesetzes vom 1. Oktober 1973 erstmals erstellt wurde und seither durch das Bayerische Landesamt für Denkmalpflege geführt wird. Die folgenden Angaben ersetzen nicht die rechtsverbindliche Auskunft der Denkmalschutzbehörde.

| Lage                       | Objekt | Akten-Nr.     | Bild |
| -------------------------- | --- | ------------- | ---- |
| Mühldorfer Hart (Standort) | Grabhügel vorgeschichtlicher Zeitstellung. | D-1-7740-0035 |      |
| Mühldorfer Hart (Standort) | Obertägige und untertägige Teile von Zwangsarbeiterlagern (Waldlager V und VI) sowie Lager der Wachmannschaften des ehem. Rüstungswerks Mühldorfer Hart (1944- 1945). | D-1-7740-0262 |      |
| Mühldorfer Hart (Standort) | Untertägige Teile von Massengräbern des ehem. Rüstungswerks Mühldorfer Hart (1944-1945).                                                                              | D-1-7740-0263 |      |